# Библиотека Паркера
Библиотека Паркера (англ. Parker Library) — библиотека редких книг и рукописей Колледжа Корпус-Кристи Кембриджского университета. Известна благодаря своей бесценной коллекции из более чем 600 средневековых рукописей и около 8000 книг, напечатанных до 1850 года.

## История

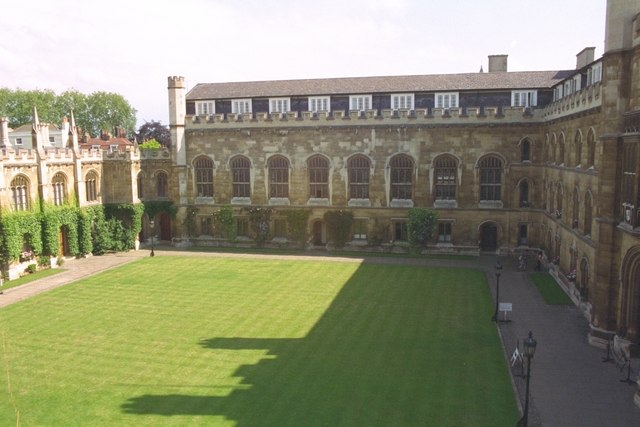
Новый двор Колледжа Корпус-Кристи, на заднем плане Библиотека Паркера

Библиотеку начали собирать в 1376 году, вскоре после основания колледжа. В 1574 году Архиепископ Кентерберийский Мэттью Паркер (1504—1575) передал в дар колледжу около 480 рукописей VI—XVI веков и около 1000 печатных книг. Он служил капелланом у Анны Болейн, был мастером Колледжа Корпус-Кристи, вице-канцлером Кембриджского университета, и архиепископом Кентерберийским (1559—1575). Именно в этот период он собрал большую коллекцию рукописей, собранных из библиотек разрушенных монастырей. Мэтью Паркер, один из архитекторов современной Англиканской церкви, был очень заинтересован в сборе и сохранении манускриптов из англосаксонской Англии как свидетельства существования древней англоязычной церкви, независимой от Рима. Паркер хотел продемонстрировать английской церкви апостольскую преемственность.
С 1827 года библиотека была размещена на втором этаже южной стороны Нового двора. Первый этаж, который до 2006 года использовался для студенческой библиотеки колледжа, был переоборудован в специальное терморегулируемое и противопожарное хранилище и отдельный читальный зал для приглашенных ученых.
Особо ценные элементы коллекции:
- значительное количество англосаксонских манускриптов, включая самый ранний экземпляр Англосаксонской хроники (рукопись A);
- Евангелие святого Августина (MS 286) — манускрипт VI века, сделанный в Италии и привезенный в Кентербери в 597 году Августином, когда по приказу Папы Григория Великого он прибыл на Британские острова, чтобы обратить в христианство англосаксов (эта одна из старейших иллюстрированных книг латинского Евангелия и до сих пор используется для интронизации каждого нового архиепископа Кентерберийского)
- письма Мартина Буцера, Филиппа Меланхтона, Эразма Роттердамского;
- личные бумаги и письма Архиепископа Кентерберийского Мэттью Паркера.

В рамках совместного проекта Кембриджского и Стэнфордского университетов вся коллекция Библиотеки Паркера была оцифрована (более 200 тыс. отдельных страниц) и доступна в Интернете с 2010 года. В январе 2018 года была запущена новая платформа Parker on the Web 2.0 для оцифрованных коллекций библиотеки.